# Ричард ван де Рит Вули
Сер Ричард ван де Рит Вули (енгл. Sir Richard van der Riet Woolley, 24. април 1906 - 24. децембар 1986) био је енглески астроном који је постао Краљевски астроном. Девојачко презиме његове мајке је било Ван де Рит.

## Биографија
Вули је рођен у Вејмуту у Дорсету и похађао је Олхолоуз колеџ у Хонитону око 18 месеци, али се преселио са породицом у Јужну Африку након што су се они пензионисали. Тамо је похађао, а касније и дипломирао на Универзитету у Кејпптауну. Вули се затим вратио у Велику Британију на Универзитет у Кембриџу. Након две године рада при опсерваторији Маунт Вилсон, поново се вратио у Енглеску 1931. године.
У периоду од 1937. до 1939. године је био старији асистент посматрач и Џон Куч Адамс астроном при опсерваторији у Кембриџу (1949).
Вули се специјализовао на пољу соларне астрономије, те је 1939. године постављен за директора Манут Стромло опсерваторије, соларне опсерваторије у Канбери у Аустралији. Касније се вратио у Велику Британију да би добио позицију као Краљевски астроном у периоду од 1956. до 1971. године.
Вули је изабран за члана Краљевског друштва 1953. године, а 1971. године је добио Златну медаљу Краљевског астрономског друштва. У периоду од 1972. до 1976. године је био директор нове Јужноафричке астрономске опсерваторије. Пензионисао се крајем деведесетих година 20. века, те је већину своје пензије провео у Јужној Африци.
Вулију је уручен орден Британске Империје 1953. године, а постао је и витез 1963. године.

## Захвалнице
Вули је познат по својој сумњи у практичност летења свемиром, идејом коју је делио са својим колегом сер Харолдом Спенсером Џоунсом, његовим претходником на позицији Краљевског астронома. Године 1936. је у приказу књиге аутора Клејтора по имену Ракете кроз свемир, Вули је написао:
"Цела процедура [испаљивања ракета у свемир]...доноси потешкоће тако фундаменталне природе, да смо ми приморани да одбацимо идеју као потпуно непрактичну, упркос ауторовом константном покушају да уклони све предрасуде и да побије ту такорећи немогућност летења које је изнад ваздуха пре него што је то уопште и постигнуто"
Током свог рада као Краљевски астроном, поновио је своје дугогодишње виђење да је "путовање свемиром којештарија". При разговору са часописом Тајм 1956. године Вули је рекао:
"То је потпуна којештарија. Не верујем да ће ико икада уложити довољно новца да би урадио тако нешто... Које добро би нам то донело? Када бисмо потрошили исту суму новца на припремање првокласне астрономске опреме, научили бисмо толико више ствари о универзуму... Све је то потпуна којештарија."
Вулијево протестовање се догодило само годину дана пре лансирања Спутника, пет година пре лансирања Аполо програма, и тринаест година пре првог слетања на Месец.
Године 1995. су у писму часопису Нови научник, Џ. А. Тери и Џон Раџ истакли да је овај цитат који се пририсује Вулију погрешно наведена његова изјава (како су они чули), која је гласила "Сви ови силни разговори о путовању свемиром су потпуна којештарија, стварно.". Вули је затим наставио: "Коштало би колико и један велики рат само да се један једини човек пошаље на Месец." Тери и Таџ наглашавају да је Вулијево предвиђање испало сасвим тачно, те да је брисање тих првих пар речи Вулијеве изјаве од стране новинских уредника било просто реакција на чињеницу да је Вули критиковао баш њихове чланке који су се у већини случајева бавили баш овом темом. "Било ко", кажу Тери и Раџ, "ко је видео те чланке о путовању свемиром и неизбежној колонизацији Месеца и планета који су писани те 1956. године, са научнофантастичним илустацијама, би аутоматски био свестан поенте коју је нови Краљевски астроном желео да докаже.".